# Hans Meinke
Hans Meinke (Palma, Mallorca, 10 de juliol de 1937) és un editor alemany.
Estudià a l'Institut Hispano-Marroquí de Ceuta i al Col·legi Alemany de Barcelona. De 1956 a 1958 va fer d'agent navilier a Rotterdam i Hamburg i, de 1958 a 1963 estudià Ciències Econòmiques a la Universitat d'Hamburg, on fou ajudant de la càtedra a l'Akademie für Wirtschaft und Politik (1964-1965). El 1967 es va doctorar en econòmiques a l'Institut für Europäische Wirtschaftspolitik de la Universitat d'Hamburg.
Des del 1967 es va vincular al Grup Bertelsmann, que el va nomenar ajudant del director general del Círculo de Lectores a Barcelona. De 1969 a 1980 marxà a Stuttgart, on va treballar com a coordinador del Grup Editorial von Holtzbrinck, i el 1980 tornà novament al Círculo de Lectores, del que en fou director general a Espanya fins al 1997 i president del consell d'administració de 1997 a 2003. Des del seu càrrec impulsà la creació del Cercle de Lectors per a oferir llibres en català dins el Círculo de Lectores.
El 1997 va rebre la Creu de Sant Jordi. Actualment és membre del patronat de la Fundació Bertelsmann, del patronat del MACBA i de l'EADA.